# Rippenfarngewächse
Die Rippenfarngewächse (Blechnaceae) sind eine Pflanzenfamilie innerhalb der Echten Farne (Polypodiopsida). Die etwa 24 Gattungen mit etwa 267 Arten sind fast weltweit verbreitet. Die beiden Zentren der Artenvielfalt liegen in der Neotropis und im
Gebiet Ozeanien/Australien.

## Merkmale

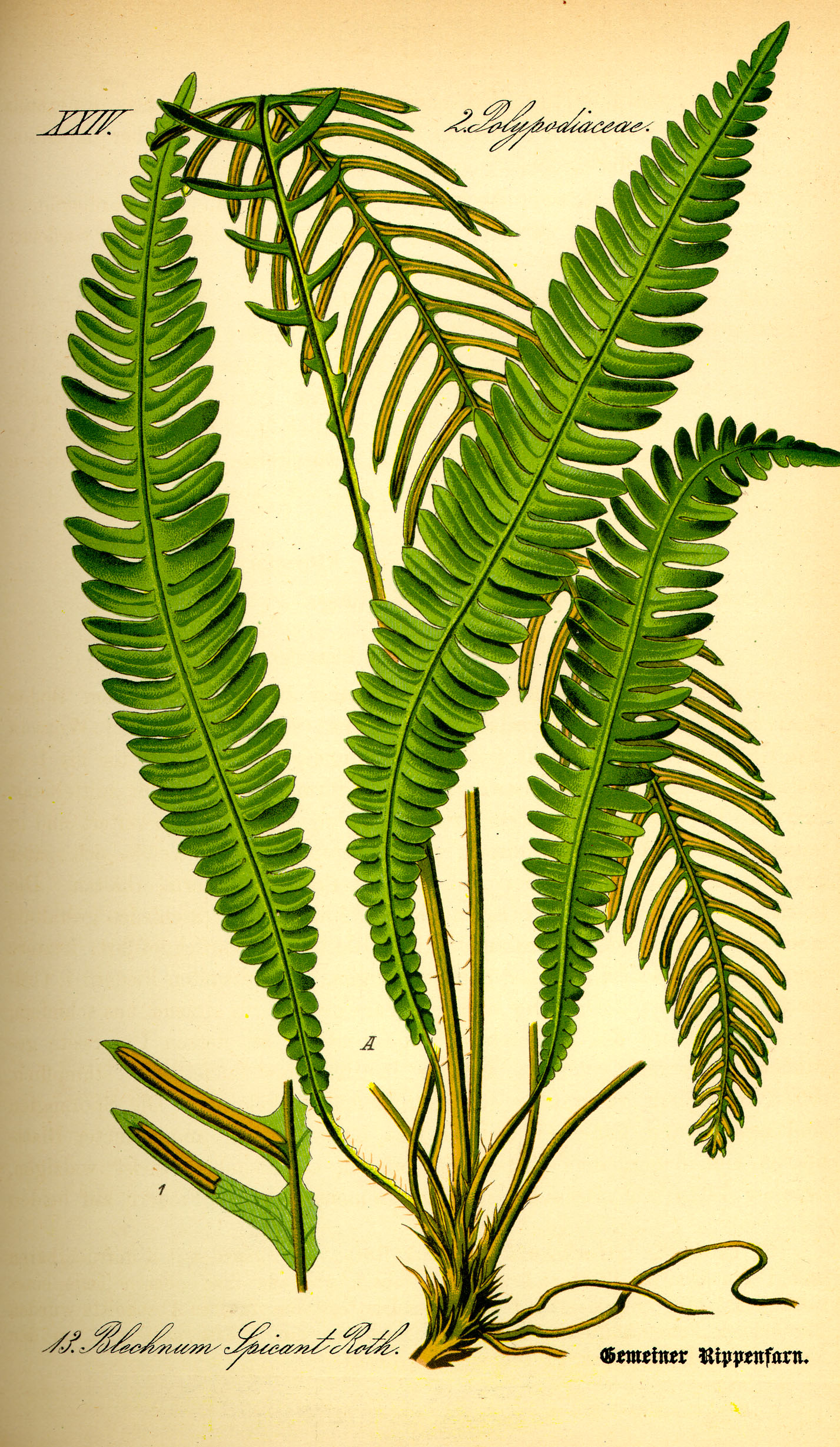
Illustration des Rippenfarn (Struthiopteris spicant, Syn.: Blechnum spicant)

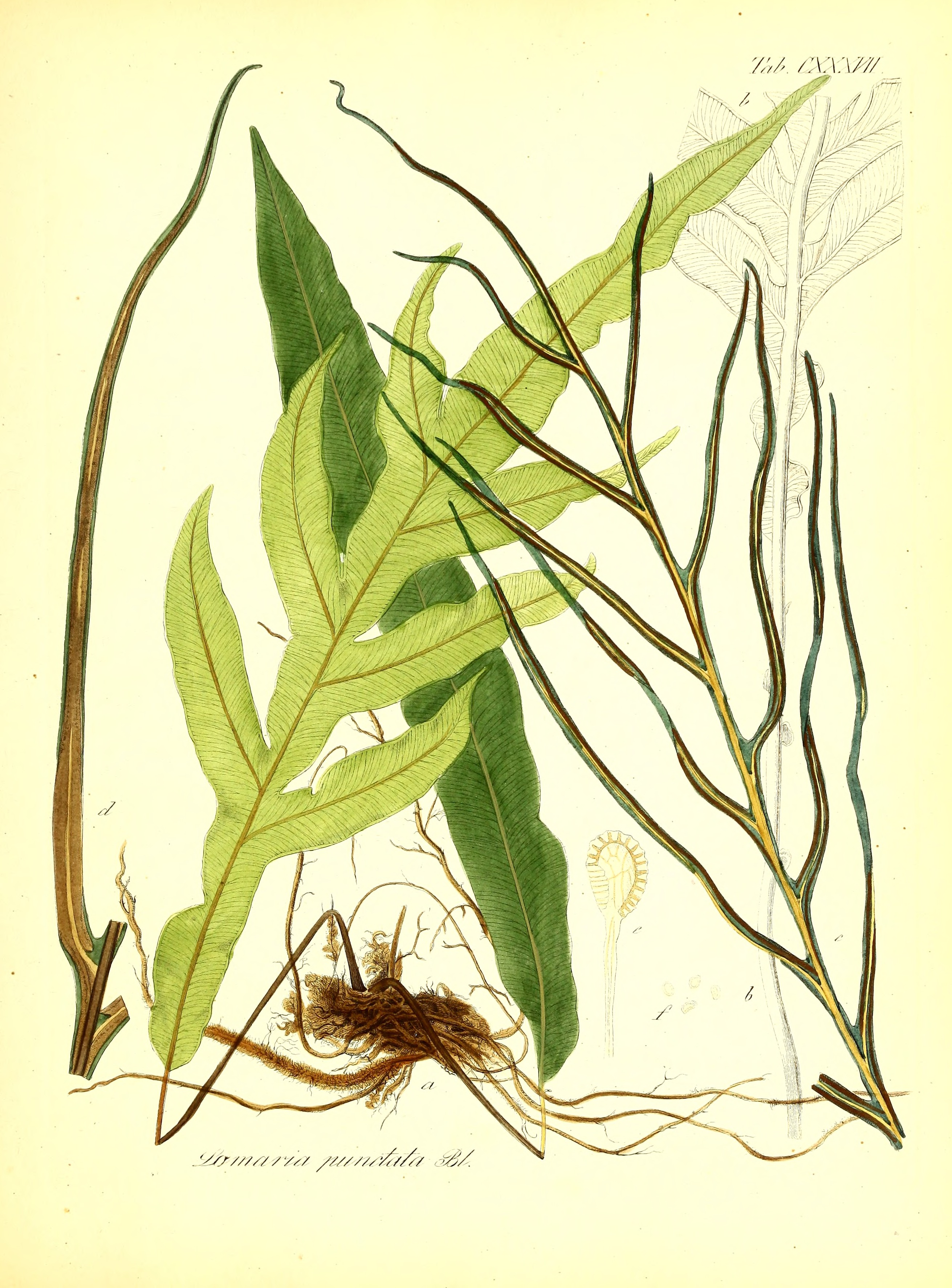
Illustration aus Die Farrnkräuter in kolorirten Abbildungen naturgetreu Erläutert und Beschrieben, 1848 von Austroblechnum patersonii

Es handelt sich um ausdauernde krautige Pflanzen. Sie wachsen terrestrisch, lithophytisch, kletternd oder manchmal  epiphytisch, aber sehr selten als Wasserpflanze. Die Rhizome sind kriechend, aufsteigend oder aufrecht, manchmal stammförmig. Häufig bilden sie Ausläufer. Die Spitze des Rhizoms ist mit Schuppen besetzt.
Der Blattstiel hat zahlreiche runde Leitbündel, die in einem Ring angeordnet sind. Die Blätter sind monomorph oder dimorph. Die Nerven sind gefiedert oder gabelig verzweigt, enden frei oder anastomosieren.
An den fertilen Blättern bilden die Nerven rippenförmige Areolen, in denen die Sori stehen. Die Sori sind in Ketten oder Linien angeordnet, oft parallel und nahe den Mittelrippen. Sie besitzen längliche Indusien, die sich zur Mittelrippe hin öffnen. Die Sporangien haben dreireihige, kurze bis lange Stiele. Die Sporen sind nierenförmig, monolet (eine Narbe) und weisen ein geflügeltes Perispor auf.
Der Gametophyt ist grün und herzförmig.
Die Chromosomengrundzahl beträgt x = x = 27, 28, 29, 31, 32, 33, 34, 35, 36, 37 oder 40.

## Systematik und Verbreitung

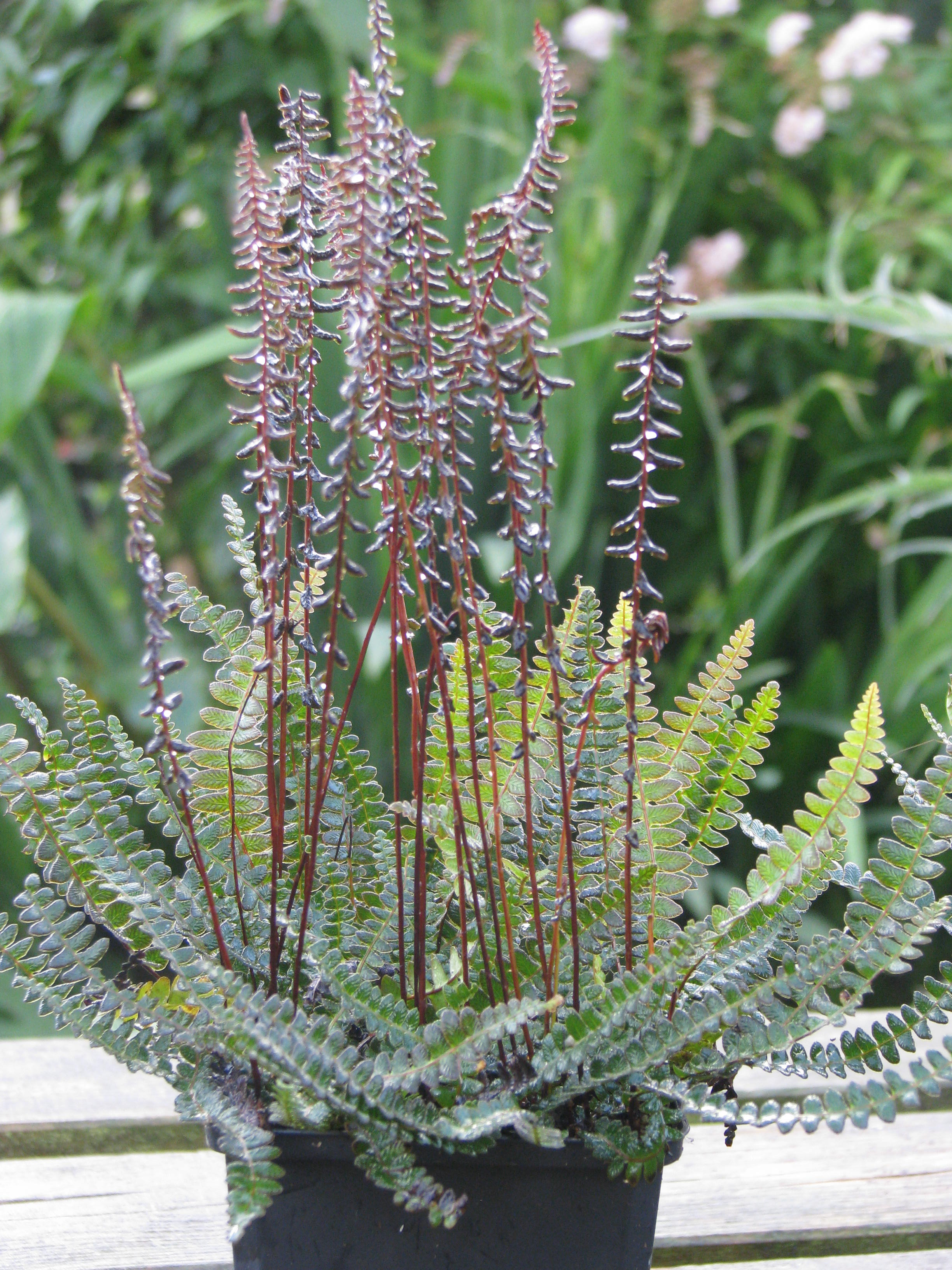
Unterfamilie Blechnoideae: Austroblechnum penna-marina (Syn.: Blechnum penna-marina)

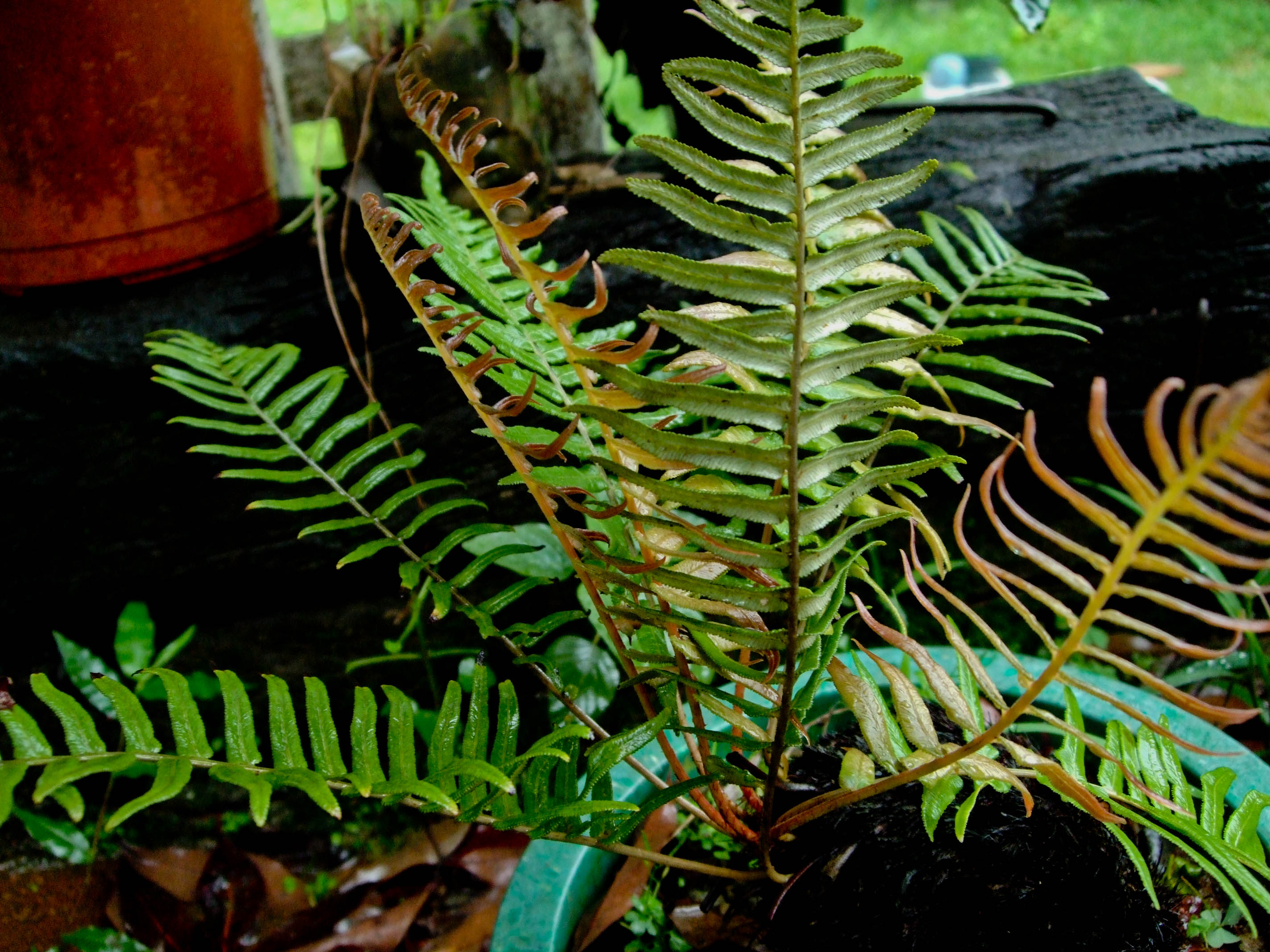
Unterfamilie Blechnoideae: Brainea insignis

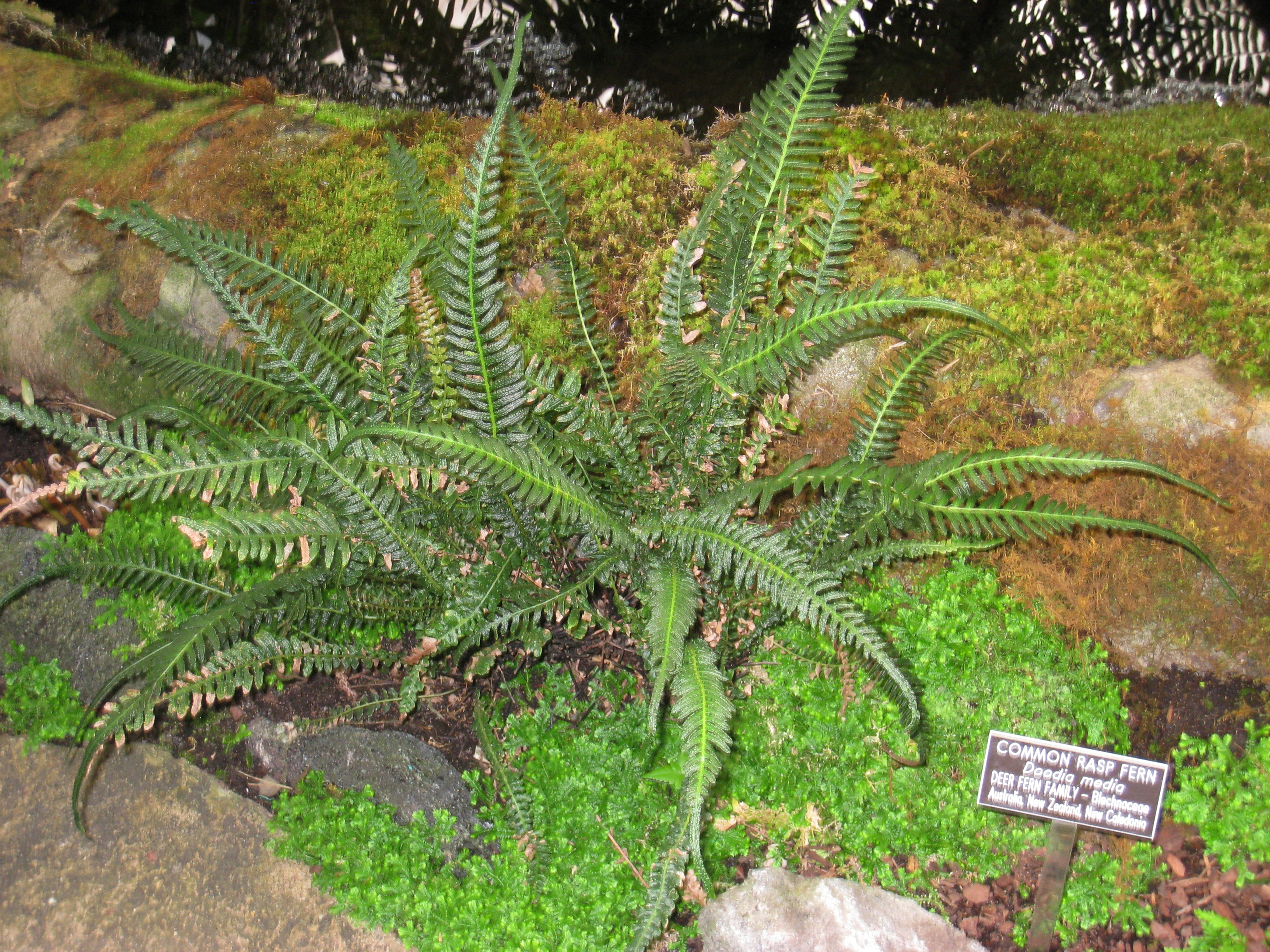
Unterfamilie Blechnoideae: Doodia media

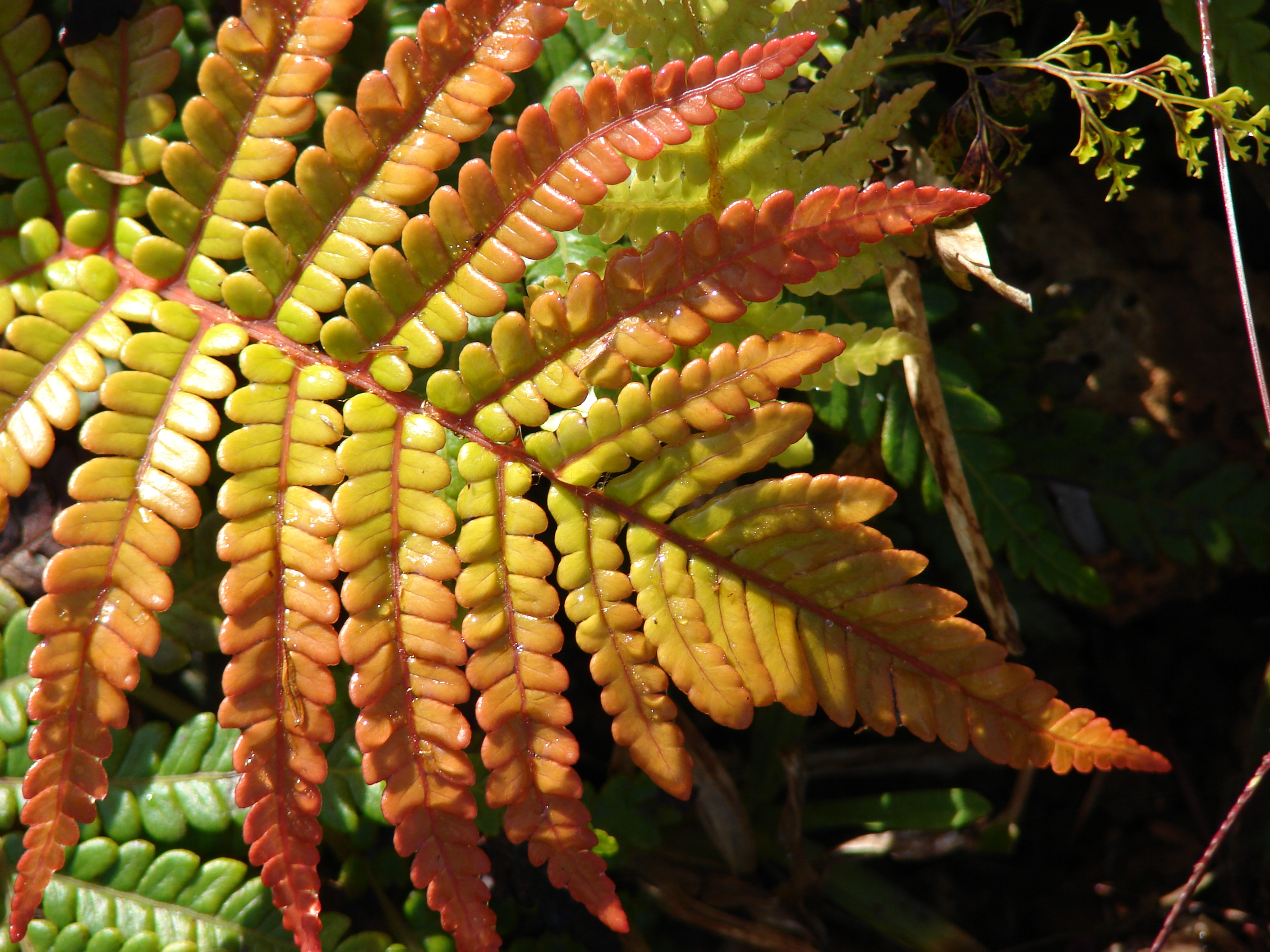
Unterfamilie Blechnoideae: Sadleria pallida

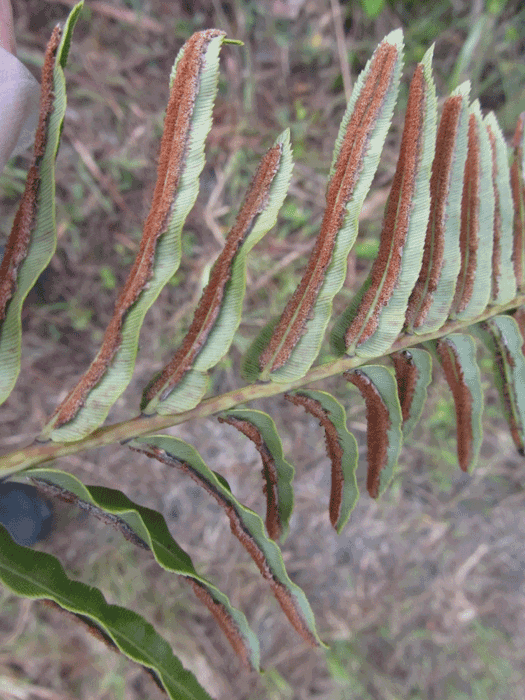
Unterfamilie Stenochlaenoideae: Unterseite eines Blattwedels von Telmatoblechnum serrulatum

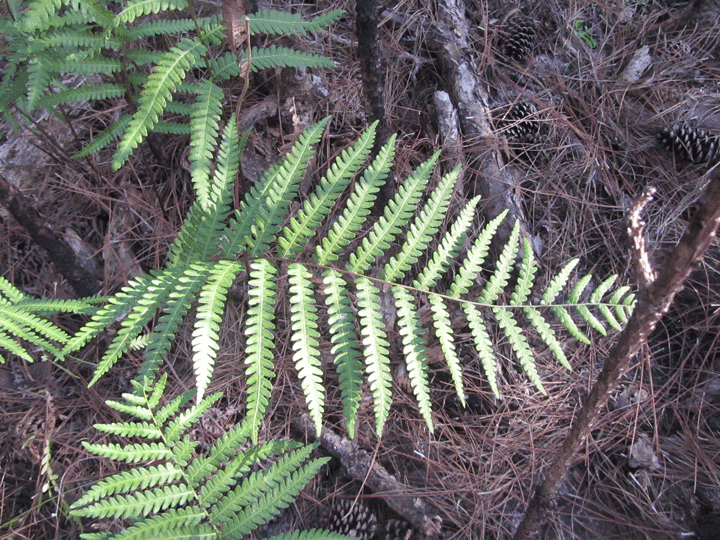
Unterfamilie Woodwardioideae: Anchistea virginica (Syn.: Woodwardia virginica)

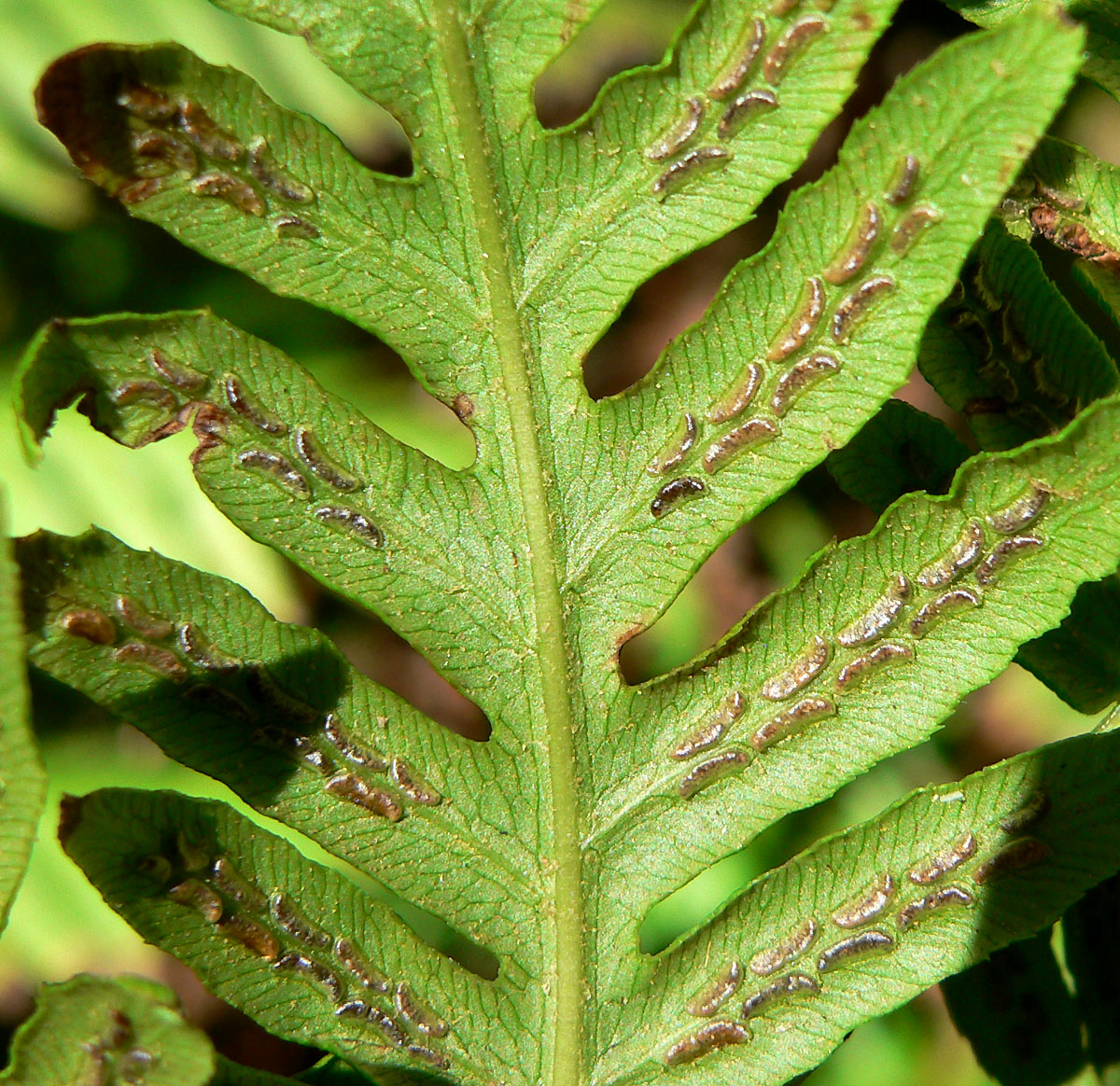
Unterfamilie Woodwardioideae: Unterseite eines Blattwedels von Woodwardia fimbriata

### Taxonomie
Die Familie Blechnaceae wurde 1844 durch den englischen Entomologen, Botaniker und Schriftsteller Edward Newman (1801–1876) in A History of British Ferns. 2. Auflage, Seite 8 aufgestellt. Typusgattung ist Blechnum L. Der Gattungsname Blechnum ist von der altgriechischen Bezeichnung blechnon, die für alle Farnarten verwendet wurde, abgeleitet. 

### Innere Systematik und botanische Geschichte
Die Familie Blechnaceae gilt in dem hier dargestellten Umfang als monophyletisch. Bei Kramer et al. 1990 waren in dieser Familie nur neun Gattungen enthalten, wobei die meisten Arten in der Blechnum s. l. enthalten waren. Bei Gasper et al. 2016 wurde dargelegt, die Blechnum s. l. ist alten Umfang nicht monophyletisch. Deshalb wurden 2016 viele Arten ausgegliedert und neue Gattungen dafür aufgestellt.
Die Familie Blechnaceae ist fast weltweit verbreitet. Das Zentrum der Artenvielfalt liegt in tropischen Gebieten der Südhalbkugel. In China kommen etwa acht Gattungen mit etwa 14 Arten vor, eine davon nur dort.
Die Familie Blechnaceae Newman wird seit Gasper et al. 2016 in drei Unterfamilien gegliedert mit etwa 24 Gattungen und etwa 267 Arten:
- Unterfamilie Blechnoideae Gasper, V.A.O.Dittrich & Salino: Sie wurde 2016 in Phytotaxa, Volume 275, Issue 3, Seite 197 aufgestellt. Sie gilt in dem hier dargestellten Umfang als monophyletisch und enthält etwa 18 Gattungen mit etwa 238 Arten:[4][3]
  - Austroblechnum Gasper & V.A.O.Dittrich: Sie wurde 2016 in Phytotaxa, Volume 275, Issue 3, Seite 202 aufgestellt und ihre Arten wurden aus der Gattung Blechnum ausgegliedert.[4] Sie gilt in dem hier dargestellten Umfang als monophyletisch: Die etwa 40 Arten und Naturhybriden gedeihen in warm-gemäßigten bis tropischen Gebieten fast weltweit.[4][3]
  - Blechnidium T.Moore: Sie enthält nur eine Art:[4][3]
    - Blechnidium melanopus (Hook.) T.Moore (Syn: Blechnum melanopus Hook., Blechnidium plagiogyriifrons (Hayata) Hayata, Blechnum plagiogyriifrons Hayata)[3] Sie kommt in Indien, Myanmar, Taiwan und in China nur in Guiding in Guizhou sowie Yunnan vor.[1]

  - Blechnopsis C.Presl: Sie wurde aus der Gattung Blechnum ausgegliedert.[4] Die nur zwei Arten sind in Asien einschließlich Japan, Malesien, Australien und auf Pazifischen Inseln verbreitet.[4][3]
  - Rippenfarne (Blechnum L. s. str., Syn.: Distaxia C.Presl, Mesothema C.Presl): Aus dieser Gattung Blechnum s. l. wurden 2016 viele Arten ausgegliedert und neue Gattungen dafür aufgestellt. Im engeren Umfang enthält diese dann monophyletische Gattung Blechnum s. str. 25 bis 30 Arten und Naturhybriden.[4][3] Die meisten Arten sind in der Neotropis verbreitet, wenige Arten kommen im Südlichen Afrika vor.[4]
  - Brainea J.Sm. (Syn.: Bowringia Hook.): Sie enthält nur eine Art:[1][4][3]
    - Brainea insignis (Hook.) J.Sm. (Syn.: Bowringia insignis Hook.): Sie gedeiht in tropischen Gebieten in China, Südostasien und Malesien.[1]

  - Cleistoblechnum Gasper & Salino: Sie wurde 2016 in Phytotaxa, Volume 275, Issue 3, Seite 202 aufgestellt. Sie gilt in dem hier dargestellten Umfang als monophyletisch und enthält nur eine Art.[4][3]
    - Cleistoblechnum eburneum (Christ) Gasper & Salino (Syn.: Blechnum eburneum Christ): Die zwei Varietäten kommen in China und Taiwan vor.[4]

  - Cranfillia Gasper & V.A.O.Dittrich: Sie wurde 2016 in Phytotaxa, Volume 275, Issue 3, Seite 202 aufgestellt. Sie gilt in dem hier dargestellten Umfang als monophyletisch.[4][3] Von den elf bis zwölf Arten kommen drei in the Neotropis und die anderen in Ozeanien vor.[4]
  - Diploblechnum Hayata (Syn.: Pteridoblechnum Hennipman, Steenisioblechnum Hennipman): Die etwa sechs Arten kommen in Malesien, Australien und Ozeanien vor.[4][3]
  - Doodia  R.Br.: Die etwa 19 Arten kommen in Australien, Neuseeland, auf Pazifischen Inseln bis Hawaii vor.[4][3]
  - Icarus Gasper & Salino: Sie wurde 2016 in Phytotaxa, Volume 275, Issue 3, Seite 209 aufgestellt und enthält nur eine Art:[4][3]
    - Icarus filiformis (A.Cunn.) Gasper & Salino (Syn.: Lomaria filiformis A.Cunn., Blechnum filiforme (A.Cunn.) Ettingsh.): Sie kommt nur in Neuseeland vor.[4]

  - Lomaria Willd. (Syn.: Stegania R.Br.): Diese Gattung wurde 2016 reaktiviert. Die etwa sechs Arten sind auf der Südhalbkugel verbreitet und kommen in Südamerika, Südafrika, Australien sowie Neukaledonien vor.[3]
  - Lomaridium C.Presl (Syn.: Stegania R.Br.): Die etwa 16 Arten sind in den Tropen der Südhalbkugel verbreitet. Sie kommen hauptsächlich in der Neotropis, Ostafrika und Madagaskar vor. Nur eine Art kommt in Australasien vor.[4][3]
  - Lomariocycas (J.Sm.) Gasper & A.R.Sm. (Syn.: Lomaria sect. Lomariocycas J.Sm., Blechnum sect. Lomariocycas (J.Sm.) C.V.Morton): Den Rang einer Gattung hat sie 2016 in Phytotaxa, Volume 275, Issue 3, Seite 212 erhalten. Sie gilt in dem hier dargestellten Umfang als monophyletisch. Die etwa 19 Arten kommen in der Neotropis, in Afrika sowie Madagaskar vor.[4][3]
  - Neoblechnum Gasper & V.A.O.Dittrich: Sie wurde 2016 in Phytotaxa, Volume 275, Issue 3, Seite 214 aufgestellt und enthält nur eine Art:[4][3]
    - Neoblechnum brasiliense (Desv.) Gasper & V.A.O.Dittrich (Syn.: Blechnum brasiliense Desv.): Sie kommt in Guatemala und im tropischen Südamerika vor.[4][6]

  - Oceaniopteris Gasper & Salino: Sie wurde 2016 in Phytotaxa, Volume 275, Issue 3, Seite 214 aufgestellt und ihre Arten wurden aus der Gattung Blechnum ausgegliedert.[4] Sie gilt in dem hier dargestellten Umfang als monophyletisch. Die etwa acht Arten kommen nur in Ozeanien (daher der Gattungsname) vor. Sie kommen in Malesien, auf den Fidschi-Inseln, in Neukaledonien sowie Australien vor.[4][3]
  - Parablechnum C.Presl (Syn.: Orthogramma C.Presl, Lomaria subg. Paralomaria Fée): Diese Arten wurde aus der Gattung Blechnum ausgegliedert. Die etwa 65 Arten sind pantropisch verbreitet.[4][3]
  - Sadleria Kaulf. : Die etwa sechs Arten kommen nur in Hawaii.[3]
  - Struthiopteris Scop. (Syn.: Homophyllum Merino, Spicantopsis Nakai): Sie wurden aus der Gattung Blechnum ausgegliedert.[4] Die etwa fünf Arten kommen hauptsächlich in China sowie Japan vor.[1][3] Nur eine Art ist sehr viel weiter verbreitet:
    - Rippenfarn (Struthiopteris spicant (L.) Weis, Syn.: Blechnum spicant (L.) Roth): Er ist in Europa, im westlichen Nordafrika, Makaronesien, Südwestasien, Japan und im westlichen Nordamerika verbreitet.[7][2]

- Unterfamilie Stenochlaenoideae (Ching) J.P.Roux (Syn.: Stenochlaenaceae Ching): Den Rang einer Unterfamilie hat sie seit 2001. Sie gilt in dem hier dargestellten Umfang als monophyletisch und enthält etwa drei Gattungen mit etwa zwölf Arten:[4][3]
  - Salpichlaena J.Sm.: Die etwa drei Arten sind in der Neotropis verbreitet.[4][3]
  - Stenochlaena J.Sm.: Sie enthält etwa sieben Arten in Afrika, Asien, Australien und auf Pazifischen Inseln.[1][4][3]
  - Telmatoblechnum Perrie, D.J.Ohlsen & Brownsey: Sie wurde 2014 in Taxon, Volume 63, Issue 4, Seite 755 aufgestellt und ihre Arten wurden aus der Gattung Blechnum ausgegliedert.[4] Von den nur zwei Arten kommt eine in der Neotropis und die andere im Gebiet von Australasien/Ozeanien vor.[4][3]

- Unterfamilie Woodwardioideae Gasper, V.A.O.Dittrich & Salino: Sie wurde 2016 in Phytotaxa, Volume 275, Issue 3, Seite 197 aufgestellt. Sie gilt in dem hier dargestellten Umfang als monophyletisch und enthält etwa drei Gattungen mit etwa 15 Arten:[4][3]
  - Anchistea C.Presl: Sie enthält nur eine Art:[4][3]
    - Anchistea virginica (L.) C.Presl (Syn. Blechnum virginicum L.)[3] Sie ist im östlichen Nordamerika[4] im kanadischen Québec, Nova Scotia, Ontario, Prince Edward Island sowie New Brunswick und in den US-Bundesstaaten Connecticut, Indiana, Maine, Massachusetts, Michigan, New Hampshire, New Jersey, New York, Ohio, Pennsylvania, Rhode Island, Vermont, West Virginia, Alabama, Arkansas, Delaware, Florida, Georgia, Louisiana, Maryland, Mississippi, North Carolina, South Carolina, Tennessee, Virginia und in Texas weitverbreitet.[6]

  - Lorinseria C.Presl nom. cons.: Sie enthält nur eine Art:[4][3]
    - Lorinseria areolata (L.) C.Presl (Syn.: Acrostichum areolatum L.)[3] Sie kommt im östlichen Nordamerika vom kanadischen Nova Scotia bis zu den USA vor.[4]

  - Kettenfarne (Woodwardia Sm., Syn.: Chieniopteris Ching.): Sie enthält etwa 13 Arten.[4][3] Sie gedeihen hauptsächlich in den gemäßigten bis tropischen Gebieten in Eurasien und von Nord- bis Zentralamerika.[2] In China gibt es, einschließlich der beiden Arten der früheren Gattung Chieniopteris, sieben Arten.[1] Eine auch in Europa vorkommende Art ist:
    - Wurzelnder Kettenfarn (Woodwardia radicans (L.) Sm.): Er kommt ursprünglich auf den Azoren, auf den Kanarischen Inseln, auf Madeira, in Algerien und im Mittelmeerraum östlich bis Kreta vor.[7][8] In Irland ist er ein Neophyt.[7]